# 체인지 (드라마)
CHANGE(일본어: チェンジ)는 2008년 5월 12일부터 후지 테레비에서 매주 월요일 밤 9시에 방영되었던 키무라 타쿠야 주연의 텔레비전 드라마이다. 모두 10회로 구성되어 있으며, 첫회는 30분 연장 방송되었다. 음성 스테레오 방송, 자막 문자 다중 방송, 연동 데이터 방송도 제공하였다.

## 방송까지의 경위
2008년 3월 시점까지 키무라 타쿠야의 상대 배우를 후카츠 에리(深津絵里)로 결정했다는 소식밖에 전해지지 않았다. 그 후 예능 와이드쇼에 대한 정보를 취급하는 칸사이 로컬의 정보 프로그램 '주간 웃음 SHOW'(週刊えみぃSHOW) 등 여러 경로를 통해 드라마 제작에 대해 전해지게 된다.

## 개요
초등학교 선생님인 아사쿠라 케이타(朝倉啓太)가 뜻하지 않은 사고로 일본 중의원 의원이었던 아버지와 아버지의 비서였던 형을 잃게 된다. 이 아버지의 후계자로서 보궐 선거에 출마, 당선해 총재선거를 거쳐 일본의 내각총리대신이 되어 정계에서 분투하는 모습을 그리게 된다.
주연인 키무라 타쿠야는 1년 1개월 만의 연속 드라마 출연으로, 3년 만에 게츠쿠로 복귀했다. 또한 후카츠 에리에게는 게츠쿠에서 2년 만의 출연작이 된다. 키무라 타쿠야와 후카츠 에리와의 공동 출연은 2002년 《하늘에서 내리는 일억 개의 별》 이래 6년 만이 된다.

## 등장인물

### 주인공과 주변 인물
아사쿠라 케이타(朝倉啓太, 35살) - 키무라 타쿠야(木村拓哉)
제1화에서는 초등학교 선생님으로, 제2화에서는 중의원 의원으로, 제3화에서는 일본국 제92대 내각총리대신이 된다.
1973년 3월 5일에 태어났다. 나가노현의 초등학교 선생님이었지만 사고사한 아버지의 후계자로서 후쿠오카현 제12구의 보궐 선거에 일본 정우당(政友党) 소속으로 출마, 당선된다.
부친과는 예전에 의절했었다. 덧붙여서 아버지가 일찍이 부정한 정치 자금을 받았다는 걸 알고 있었던 그는, 당초 정치가가 되는 것을 싫어하고 있었다.
중학생 시절부터 천체 관측이 취미였으나, '현재의 후쿠오카에는 별이 많이 안 보인다'라는 이유로 신슈 대학(信州大学)으로 진학한다. 머리가 천연 파마라서 아이들에게 '뽀글이'라고 불린다.
당선 후, 매스컴에서는 '국회 왕자'(国会王子)라는 별명을 붙인다. 우가이 내각의 총사직후 당이 위기에 처하자 칸바야시 의원 등 당 실력자들의 지지를 받아 당 총재 선거에 출마, 압도적인 지지를 받게 된다. 그 후, 중의원에서 지명을 받아 일본의 제92대 내각총리대신이 된다. 국민의 시선에 선 정책에는 필사적 자세로 매달린다.
애연가이며, 당선에 따라 아버지가 도쿄에서 살고 있던 집으로 이사한다. 총리대신 취임 후에는 수상 관저가 새로운 집이 되게 되지만 '밤에 혼자인 게 외로워.'라며 자택으로 옮기면서 통근한다.
미야마 리카(美山理香, 35살) - 후카츠 에리(深津絵里)
제1화에서는 칸바야시 쇼이치 의원의 제2비서관으로, 제2화에선 아사쿠라 케이타 의원 비서관으로, 제3화에서는 내각총리대신 수석 비서관이 된다. 제7, 8화에서는 칸바야시 쇼이치 의원의 제2비서관으로 복귀하나 칸바야시 쇼이치 의원에 대해 환멸하면서 내각총리대신 수석 비서관으로 복귀한다.
도쿄 대학 법학부 졸업의 일본 재무성의 커리어 관료였다. 그러나 정계 진출을 목표로 해 칸바야시 쇼이치 의원의 비서가 된다. 칸바야시 의원의 추천으로 아사쿠라 케이타 의원의 비서가 되었다.
칸바야시 케이타 의원이 아사쿠라 총리 주위의 사람들을 갈라놓음으로써 내각총리대신 사직으로 몰아 넣으려고 기도하면서 그 일환으로 그녀에게 내각총리대신 수석 비서관에서 물러나도록 요구한다. 그러나 칸바야시 의원의 인간 됨됨이에 환멸을 느끼고 다시 수석 비서관으로 복귀한다. 아사쿠라 케이타 총리대신과 연애 스캔들도 나게 된다.
니라사와 카츠토시(韮沢勝利, 44살) - 아베 히로시(阿部寛)
제1화부터 3화까지는 선거 플래너로 활동하나, 제4화부터는 내각총리대신 특별 보좌관이 된다. 제9화부터는 내각 관방 장관이 된다.
200전중, 199승 1패의 선거 플래너이다. '선거는 법률로 유일하게 허용되는 전쟁'이 지론이다. 아사쿠라 케이타 의원의 선거 후에는 케이타가 사는 집에 얹혀 살게 되지만, 케이타의 내각총리대신 취임 후에는 내각총리대신 특별 보좌관으로 취임한다. 칸바야시 의원의 퇴임에 의해 아사쿠라 총리는 공석이 된 내각 관방 장관에 니라사와 보좌관을 관방 장관으로 임명한다.
결혼을 했지만, 선거 플래너로서 일에 몰두해 거의 가족을 버려둔다.
미야모토 히카루(宮本ひかる, 23살) - 가토 로사(加藤ローサ)
제1화에서는 선거 안내양으로, 제2화에서 3화에서는 아사쿠라 케이타 의원 비서관으로, 제4화부터는 내각총리대신 관저 사무원으로, 제8화에는 내각총리대신 수석 비서관이 되나 미야마 비서관의 복귀로 다시 내각총리대신 관저 사무원이 된다.
후원회장의 질녀로서 대학을 졸업했지만, 일정한 직업 없이 있다가 아사쿠라 내각총리대신과 같이 살게된다.
츠키오카 루미코(月丘瑠美子, 35살) - 호리우치 케이코(堀内敬子)
관저 주치의로서 우가이 전(前) 총리가 마음에 들어했지만, 우가이 전 총리의 성희롱에 혐오감을 갖고 있었다. 역대 총리는 모두 할아버지 세대뿐이었으므로 젊은 아사쿠라 총리대신이 취임한 것을 기뻐하고 있다.

### 정우당계 인물
현재 정권을 장악하고 있는 여당이다. 그러나 우가이 총리의 성희롱 사건으로 지지율 최저를 기록했지만 아사쿠라 케이타 총리의 취임으로 지지율이 상승되고 있다. 칸바야시 쇼이치 의원과 내각총리대신 사이의 불화가 의심되면서 제1야당인 혁신당에게 정권을 위협받고 있다.
칸바야시 쇼이치(神林正一, 59살) - 테라오 아키라(寺尾聰)
중의원 의원이며 현재 정우당의 실세 중의 실세이다. 제4화부터 8화까지 내각 관방 장관으로 재직한다.
케이타 아버지의 사고사에 수반해서 보궐 선거 대책반으로 미야마 비서관을 보낸다. 아사쿠라 의원을 당 총재선거에 추천해, 내각총리대신으로 취임시킨다. 자신은 내각 2인자인 내각 관방 장관이 되나 실질적으로 내각으로 내각을 조종하게 된다. 심지어 각료 인선도 자신이 해 아사쿠라 총리의 형식적 인증을 받게 한다. 이는 아사쿠라 내각총리대신의 인기를 방패로 해 내각의 지지율을 끌어올리면서 차기 선거에서의 자신이 내각총리대신을 목표로 하기 때문이다. 제8화에서는 아사쿠라 내각총리대신과 화해한 것으로 생각되었지만 긴급 기자 회견에서 '아사쿠라 내각총리대신이 나를 관방 장관직에서 파면했다.'라는 사실 무근의 발언을 하면서 관방 장관을 퇴임했다.
오노다 아사오(小野田朝雄, 67살）- 나카무라 아츠오(中村敦夫)
중의원 의원이었으나 뇌물 스캔들로 인해 제9화에서 정계 은퇴를 밝혔다. 국토교통성 국무대신 재직 시절에 건설된 댐에 의해 해파리가 대량 발생한 사건을 추궁하려는 아사쿠라 내각을 설득하려고 했지만 오히려 설득당한다. 이때 아사쿠라 총리대신에 대해 호감을 가지게 되면서 아사쿠라 총리대신에게 협력한다.

## 재현
CHANGE는 비교적 일본의 정치제도를 충실히 그려내고 있다. 먼저, 아사쿠라 케이타 내각총리대신은 각 파벌들의 합의에 의해 추대된 것이다. 이는 일본 정당 특유의 파벌 정치를 잘 구현하고 있다.
또한 소아의 대책에 관한 예산(잠정 예산)을 중의원으로 올려 보내기 위해 내각회의에서 의결할 때, 총무성 국무대신이 반대하자 아사쿠라 내각총리대신은 총무성 국무대신을 파면한다. 이는 내각총리대신이 국무대신을 임의로 인사할 수 있는 권한과 한 사람이라도 반대하면 통과될 수 없는 내각회의를 충실히 구현하고 있다. 덧붙여서 이때 해당 대신을 파면하면 내각총리대신은 해당 국무대신의 직함을 겸임해 서명하게 되며 이는 '만장일치'가 되게 된다. 극단적으로 각료 전원이 반대한다면 내각총리대신이 각료 전원을 파면시킬 수 있으며 이때 내각총리대신은 모든 국무대신의 직함을 겸임해 서명할 수 있다. 이때도 '만장일치'가 된다.